# بهروز رهبر
بهروز رهبر (زادهٔ ۱ مهر ۱۳۲۴ – درگذشته ۴ فروردین ۱۳۹۸) دوچرخه‌سوار اهل ایران بود.
رهبر در مسابقات تایم تریل تیمی به مدال طلا و در مسابقات رقابت جاده به مدال برنز بازی‌های آسیایی ۱۹۷۴ دست پیدا کرده‌است.

## شرکت در المپیک
وی در بازی‌های المپیک تابستانی ۱۹۷۲ نتایج زیر را کسب کرده‌است:
- تایم تریل تیمی جاده: ۳۲ (۲:۳۴:۳۰٫۷)
- اسپرینت انفرادی پیست: حذف در مرحله مقدماتی
- تایم تریل یک کیلومتر انفرادی پیست: ۲۸ (۱:۱۵٫۳۹)
- اسپرینت تیمی: ۲۲ مرحله مقدماتی (۵:۱۰٫۸۰)